# Ary Halsema
Ary Halsema (Amsterdam. 17 december 1909 - Waverveen, 11 december 1978) was een Nederlands schrijver en illustrator. Zijn eigenlijke voornaam was Arie.

### auteur
- Doko, de avonturen van een kleine Moorsche jongen, J.C. Dorlas, Amsterdam/Amersfoort (±1932)

### illustrator
- Frans Spaan Als Sinterklaas komt in 't land..., Metro Muziek (±1930-1940)
- E.R. Roger-Nord-Thomson Kabouter klokmuts, Timbre, Amsterdam (±1955)

## Privé
Hij was de zoon van Christina Cornelia Mouter en Petrus Jacobus Halsema.
De zanger en cabaretier Frans Halsema was een van zijn vier kinderen met Maria Hermina Schelvis.